# Gletsjervlinder

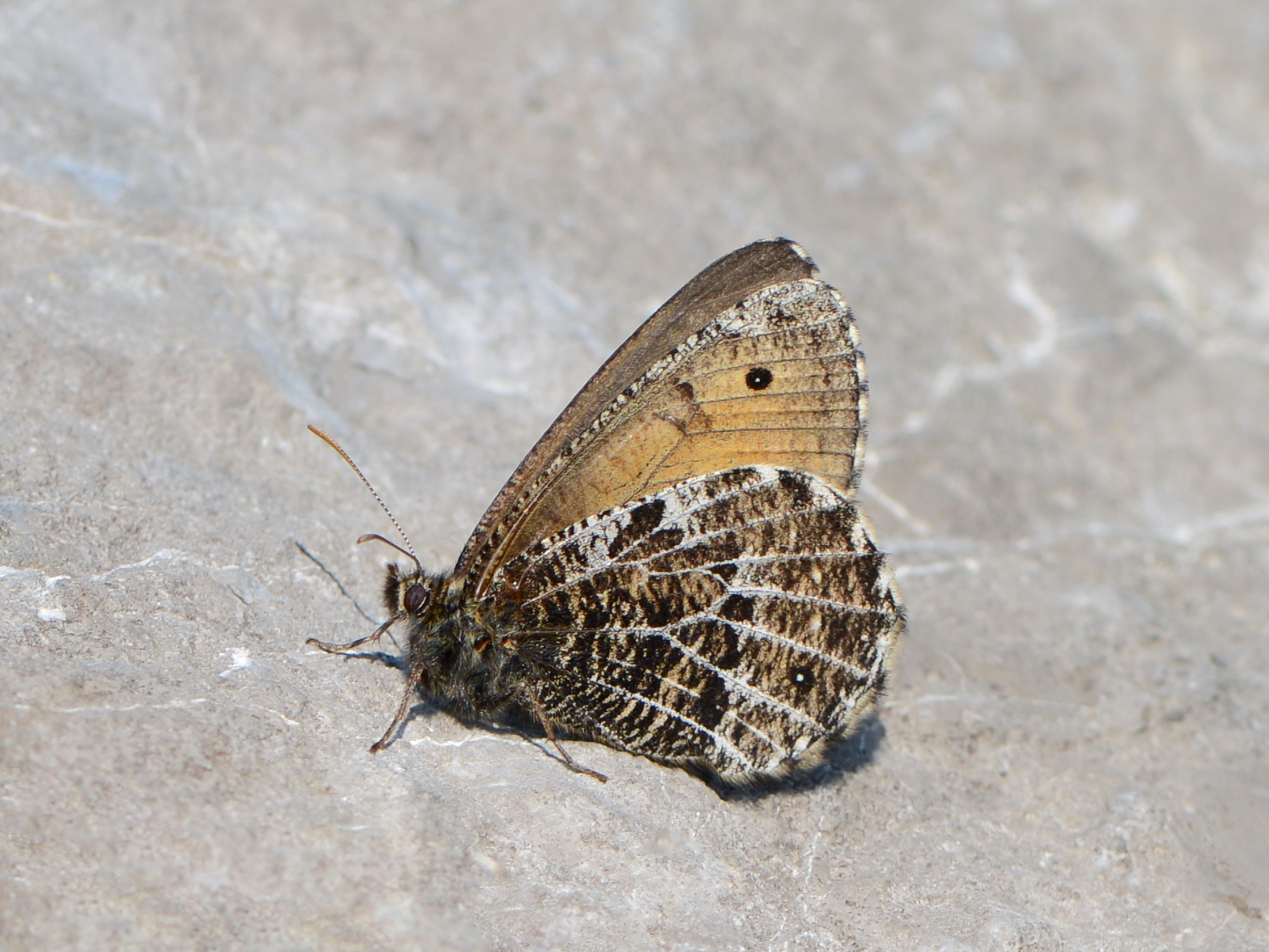
Gletsjervlinder

De gletsjervlinder (Oeneis glacialis) is een dagvlinder uit de familie van de Nymphalidae, de vossen, parelmoervlinders en weerschijnvlinders, onderfamilie Satyrinae.
De voorvleugellengte van de vlinder bedraagt 25 tot 28 millimeter.
De soort komt voor in de Alpen. De vlinder vliegt tot op hoogtes van 1400 tot 2900 meter boven zeeniveau. Hij is te vinden in een droge omgeving, bij struweel, grasland of op hellingen. Het mannetje verjaagt ander vlinders uit zijn territorium. De vlinder kan flink overgeheld zitten teneinde de wind te trotseren of zo veel mogelijk zon op te vangen.
De waardplanten van de gletsjervlinder komen uit het geslacht Festuca, met name genaald schapengras. De eitjes worden een voor een gelegd onderaan verdroogde stengels van de waardplant. De soort overwintert zowel in het eerste als in het laatste stadium, dus tweemaal, als rups. In het voorjaar vindt dan verpopping plaats. De soort vliegt van juni tot en met augustus.